# Liste der Gemeindeverbände im Département Pyrénées-Atlantiques
Das Département Pyrénées-Atlantiques liegt in der Region Nouvelle-Aquitaine in Frankreich. Es untergliedert sich in zehn Gemeindeverbände.
Siehe auch: Liste der Gemeinden im Département Pyrénées-Atlantiques

## Gemeindeverbände

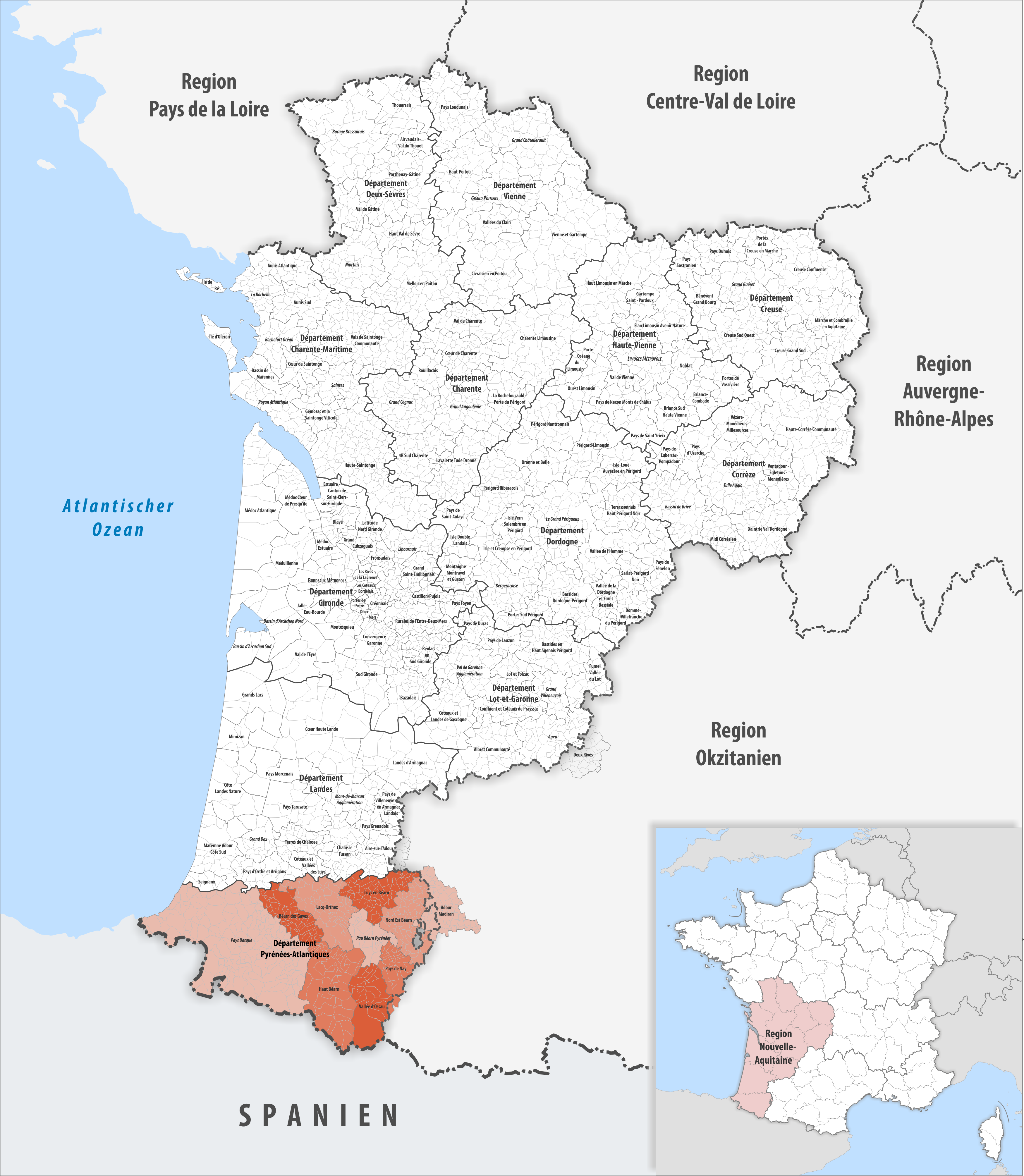
Gemeindeverbände im Département Pyrénées-Atlantiques

| Gemeindeverband    | Gemeinden im Départ./Verband | Einwohner 1. Januar 2022 | Fläche km² | Dichte Einw./km² | SIREN- Nummer | Rechtsform                 | Gründungsdatum    |
| ------------------ | ---------------------------- | ------------------------ | ---------- | ---------------- | ------------- | -------------------------- | ----------------- |
| Adour Madiran      | 11/72                        | 23.958                   | 525,04     | 46               | 200 072 106   | Communauté de communes     | 15. Dezember 2016 |
| Béarn des Gaves    | 53/53                        | 17.547                   | 442,00     | 40               | 200 067 288   | Communauté de communes     | 22. Juli 2016     |
| Haut Béarn         | 48/48                        | 32.038                   | 1.065,94   | 30               | 200 067 262   | Communauté de communes     | 22. Juli 2016     |
| Lacq-Orthez        | 60/60                        | 52.957                   | 730,11     | 73               | 200 039 204   | Communauté de communes     | 1. Januar 2014    |
| Luys en Béarn      | 66/66                        | 29.307                   | 522,41     | 56               | 200 067 239   | Communauté de communes     | 22. Juli 2016     |
| Nord Est Béarn     | 73/73                        | 34.830                   | 579,33     | 60               | 200 067 296   | Communauté de communes     | 22. Juli 2016     |
| Pau Béarn Pyrénées | 31/31                        | 166.794                  | 343,61     | 485              | 200 067 254   | Communauté d’agglomération | 22. Juli 2016     |
| Pays Basque        | 158/158                      | 325.721                  | 2.968,02   | 110              | 200 067 106   | Communauté d’agglomération | 13. Juli 2016     |
| Pays de Nay        | 27/29                        | 28.877                   | 324,47     | 89               | 246 401 756   | Communauté de communes     | 1. Januar 2000    |
| Vallée d’Ossau     | 18/18                        | 9.728                    | 619,89     | 16               | 246 400 337   | Communauté de communes     | 29. Juli 1964     |